# Boomdabash
I Boomdabash sono un gruppo musicale italiano di origine salentina, i cui membri provengono dalle province di Brindisi e Lecce, in Puglia.
Hanno vinto tre edizioni consecutive del Power Hits Estate di RTL 102.5 tra il 2018 e il 2020: la prima con Non ti dico no, in collaborazione con Loredana Bertè, mentre le seguenti con Mambo salentino e Karaoke, entrambe in collaborazione con Alessandra Amoroso.

## Storia del gruppo
I Boomdabash (il nome viene da boom da bash, esplodi il colpo) nascono a Mesagne, comune in provincia di Brindisi, come sound system nel 2002 dall'unione del deejay Blazon, dei due cantanti Biggie Bash e Payà e del beatmaker abruzzese Mr. Ketra. Dopo l'incontro e la collaborazione con Treble, ex membro dei Sud Sound System, i Boomdabash diventano un gruppo musicale a tutti gli effetti e nel 2008 pubblicano il loro primo disco, intitolato Uno e distribuito da Elianto Edizioni.
Vantano prestigiose partecipazioni ai migliori festival reggae d'Europa e d'Italia, tra cui si ricorda il Rototom Sunsplash e l'Arezzo Wave. Nel 2011 è stato pubblicato il secondo album Mad(e) in Italy, il cui singolo Murder ha consentito ai Boomdabash di vincere sempre nello stesso anno l'MTV New Generation Contest, concorso musicale indetto durante gli MTV Days.
Il 12 giugno 2012 pubblicano il singolo Danger e nel mese di ottobre dello stesso anno sono impegnati in una mini tournée negli Stati Uniti d'America, con concerti a New York, Miami e Los Angeles, riscuotendo un buon successo anche oltreoceano e facendo tappa all'Hitweek Festival. Nello stesso anno partecipano al raduno di protesta contro la mafia a Mesagne, organizzato in seguito alla tragedia avvenuta all'ingresso dell'istituto Morvillo-Falcone di Brindisi, luogo in cui nel 2012 perse la vita la giovane studentessa Melissa Bassi.
L'11 giugno 2013 è stato pubblicato tramite la Soulmatical il loro terzo album Superheroes, composto da 13 tracce e con collaborazioni di artisti di rilievo come i Sud Sound System, Clementino, DJ Double S, Bobby Chin dei BlackChiney e con i Ward 21. Nel giugno 2014 hanno pubblicato il singolo L'importante, realizzato insieme agli Otto Ohm e basato sul brano Amore al terzo piano di questi ultimi. Nello stesso anno collaborano con il rapper Fedez al brano M.I.A., successivamente inserito nell'album Pop-Hoolista.
Il 16 giugno 2015 è stato rilasciato il loro quarto album in studio Radio Revolution che, poche ore dopo la sua uscita sulle piattaforme digitali, ha subito conquistato le prime posizioni della classifica di iTunes. L'anno successivo è uscito il singolo inedito Portami con te.
Nel 2018 escono i singoli Barracuda con Jake La Furia e Fabri Fibra e Non ti dico no con Loredana Bertè, entrambi estratti dal quinto album Barracuda, pubblicato il 15 giugno dello stesso anno. Nel 2019 il gruppo ha partecipato al 69º Festival di Sanremo con il brano Per un milione, classificandosi all'11º posto. Il singolo ha anticipato la riedizione di Barracuda, denominata Predator Edition e pubblicata l'8 febbraio dello stesso anno.
Nel 2020 hanno presentato il singolo Karaoke in collaborazione con Alessandra Amoroso, con il quale hanno conquistato per la prima volta la vetta della Top Singoli, mentre il 13 novembre è stata la volta di Don't Worry. Entrambi i brani hanno anticipato l'uscita della raccolta Don't Worry (Best of 2005-2020), contenente una selezione dei principali successi incisi dal quartetto nell'arco di quindici anni.
Nel 2021 il gruppo ha pubblicato i singoli Mohicani e Fantastica, realizzati rispettivamente con Baby K e Rocco Hunt.
L'anno successivo è stata la volta di Tropicana, inciso insieme ad Annalisa. Il 9 dicembre 2022 esce il singolo Heaven in collaborazione con gli Eiffel 65 e basato su un campionamento del singolo Too Much of Heaven di questi ultimi. Nella primavera del 2023 hanno pubblicato il singolo L'unica cosa che vuoi. Poco tempo dopo hanno collaborato con il duo Paola & Chiara nel pezzo Lambada, uscito il 16 giugno. In concomitanza con il lancio del brano è stata annunciata la pubblicazione del sesto album in studio Venduti per il 14 luglio.
Il 31 maggio 2024 è uscito il singolo Love U/Hate U, promosso dal gruppo durante tutta l'estate. Nella primavera dell'anno successivo è stata pubblicata la collaborazione con Loredana Bertè Una stupida scusa, disponibile dal 16 maggio 2025.

## Stile musicale e influenze
Lo stile musicale del gruppo mischia sound reggae, pop, soul, drum and bass e hip hop.

## Formazione
- Biggie Bash – voce
- Payà – voce
- Blazon – giradischi, campionatore
- Mr. Ketra – giradischi, campionatore

## Discografia

### Album in studio
- 2008 – Uno
- 2011 – Mad(e) in Italy
- 2013 – Superheroes
- 2015 – Radio Revolution
- 2018 – Barracuda
- 2023 – Venduti

### Raccolte
- 2020 – Don't Worry (Best of 2005-2020)

## Riconoscimenti
- MTV New Generation Contest
  - 2011 – Premiati ai MTV Days
- RTL 102.5 Power Hits Estate
  - 2018 – Vincitori con Non ti dico no (con Loredana Bertè)[1]
  - 2019 – Vincitori con Mambo salentino (con Alessandra Amoroso)[2]
  - 2020 – Vincitori con Karaoke (con Alessandra Amoroso)[3]